# Tiejer Flue
Die Tiejer Flue ist ein 2781 m ü. M. hoher Berg im Schweizer Kanton Graubünden.

## Beschreibung
Die Tiejer Flue liegt in den Plessuralpen und ist ein Teil der Aroser Dolomiten. Gegen Norden, in Richtung Arosa, fällt sie steil ab zur Tiejer Alp. Im Süden fällt sie deutlich sanfter zum Tiejer Fürggli (2664 m ü. M.) ab. Über den Gipfelgrat verläuft die Gemeindegrenze von Arosa und Davos. Obwohl kein offizieller Wanderweg existiert, ist der Gipfel über den Südhang von Arosa aus als Bergtour im Schwierigkeitsgrad T4 erreichbar.